# Мешков, Юрий Анатольевич
Ю́рий Анато́льевич Мешко́в (17 июня 1939, Одинцово, Московская область — 27 мая 2011, Тюмень) — советский и российский филолог и литературовед, литературный критик, педагог. Специалист в области русской литературы XX века (в частности, творчества Н. Н. Асеева), литературы Урала и Сибири.

## Биография
Окончил Орский педагогический институт (1963) и аспирантуру Московского государственного педагогического института (1967; кандидатская диссертация «Эволюция поэмы и типологические её разновидности в русской литературе 1950-х — 1960-х годов»). Доктор филологических наук (1989; докторская диссертация «Н. Н. Асеев: творческая индивидуальность и идейно-художественное развитие» на основе монографии).
Работал в Кокчетавском педагогическом институте старшим преподавателем, доцентом, заведующим кафедрой русской и зарубежной литературы. С 1974 года доцент Уральского государственного университета; в 1977—1983 годах — декан филологического факультета; с 1990 года — профессор кафедры русской литературы XX века. С 1995 по 2011 год — заведующий кафедрой русской литературы Института гуманитарных наук Тюменского государственного университета (приглашённый профессор).
С 1999 года — директор НИИ региональных энциклопедий, член научно-методического совета и руководитель работ по составлению «Большой Тюменской энциклопедии», энциклопедий «Югория» и «Ямал», главный редактор «Ишимской энциклопедии», редактор и составитель тюменской областной антологии «Тюменской строкой» (2008).
Как литературный критик сотрудничал с 1960-х годов с журналами «Сибирские огни», «Урал», «Нева», «Молодая гвардия», еженедельником «Литературная Россия».
Член Союза писателей России (с 1992). С 2004 года — заместитель председателя правления Тюменского регионального отделения Союза писателей России.

## Почётные звания
- Заслуженный работник высшей школы Российской Федерации[4]

### Список произведений
- Николай Асеев: творческая индивидуальность и идейно-художественное развитие. — Свердловск: Изд-во Уральск.ун-та, 1987. — 270 с.
- Александр Солженицын: Личность. Творчество. Время. — Екатеринбург: Диамант, 1993. — 101 с. — первая в российском литературоведении книга о Солженицыне
- О поэтах хороших и разных : очерки, портреты, заметки / Ред. Е. С. Зашихин. — Екатеринбург: Сократ, 2000. — 223 с. — (Библиотека учителя. Литература). — ISBN 5-88664-082-7.
- Очерки литературы сибирского Зауралья : тюменские тетради. — Тюмень: Тюм. изд. дом, 2010. — 400 с.